# Енкамп
Енкамп (кат. Encamp) — одна із семи парафій Андорри. Розташована на сході країни.
Населені пункти: Енкамп (Encamp), ель Тремат (el Tremat), ла Москера (la Mosquera), лес Бонс (les Bons), Віла (Vila), Пас-де-ла-Каза, Грау Роч (Grau Roig).